# 헤드헌터 (소설)
헤드헌터(Hodejegerne)는 요 네스뵈의 2008년 소설로, 2011년 동명의 이름으로 영화화되었다.